# توين سيتي
توين سيتي (بالإنجليزية: Twin City, Georgia)‏ هي مدينة تقع في مقاطعة إمانيوويل، جورجيا بولاية جورجيا في الولايات المتحدة. تبلغ مساحة هذه المدينة 9.3 (كم²)، وترتفع عن سطح البحر 94 م، بلغ عدد سكانها 1752 نسمة في عام 2010 حسب إحصاء مكتب تعداد الولايات المتحدة.

## وصلات خارجية
- Cities & Counties - Georgia.gov